# Установка виробництва олефінів в Нінбо (Heyuan)
Установка виробництва олефінів в Нінбо (Heyuan) – виробництво нафтохімічної промисловості у місті Нінбо (провінція Чжецзян, центральна частина східного узбережжя країни), створене компанією Ningbo Heyuan Chemical. Перший китайський завод з переробки метанолу в олефіни, котрий не пов’язаний в один комплекс з виробництвом метанолу з вугілля.
На додачу до традиційного отримання етилену та пропілену на установках парового крекінгу нафтопродуктів або зріджених вуглеводневих газів, в 2010-х роках у Китаї почали з’являтись виробництва олефінів з метанолу. Найбільш поширеним при цьому було створення інтегрованих вуглехімічних комплексів, де спершу метанол отримували з вугілля, на яке дуже багаті надра країни. Втім, на узбережжі Китаю з’явились також кілька заводів, що споживали придбану на відкритому ринку сировину. Першим з них стала установка компанії Ningbo Heyuan Chemical у місті Нінбо. Введена в експлуатацію наприкінці 2012 року, вона потребувала інвестицій майже у 900 млн доларів США.
За рік на установці може випускатись 200 тисяч тонн етилену та 400 тисяч тонн пропілену на рік, які в подальшому спрямовуються на розташовані тут же в Нінбо лінії з виробництва моноетиленгліколю (500 тисяч тонн на рік) та поліпропілену (300 тисяч тонн на рік). Моноетиленгліколь в свою чергу спрямовується для продукування поліестеру в Шаосіні (та ж сама провінція Чжецзян), а надлишки продаються стороннім собам.
Необхідні для роботи заводу 1,8 млн тонн метанолу на рік закуповують у постачальників з Близького Сходу, Тайваню та на місцевому ринку.
Можливо відзначити, що так само у Нінбо розташована інша установка виробництва олефінів з метанолу, яка належить компанії Zhejiang Xingxing New Energy.